# Bahnhof Ōtsuka
Der Bahnhof Ōtsuka (jap. 大塚駅, Ōtsuka-eki) ist ein Bahnhof in der japanischen Hauptstadt Tokio, der von der Bahngesellschaft JR East und Tōkyō Metro betrieben wird. Er befindet sich im Osten des Bezirks Toshima und ist ein Umsteigeknoten zwischen Eisenbahn und Straßenbahn.

## Verbindungen
Ōtsuka ist ein Zwischenbahnhof an der von JR East betriebenen Yamanote-Linie. Sie verläuft ringförmig um die gesamte Tokioter Innenstadt und gehört zu den am intensivsten genutzten Bahnstrecken der Welt. Nahverkehrszüge fahren – in beiden Richtungen – tagsüber alle fünf Minuten, während der Hauptverkehrszeit alle drei bis vier Minuten. Unmittelbar östlich des Bahnhofs befindet sich die Haltestelle der Toden-Arakawa-Linie, einer vom Verkehrsamt der Präfektur Tokio betriebenen Straßenbahnlinie, die von Minowabashi nach Waseda führt und dabei das Stadtzentrum halbringförmig umrundet. In beiden Richtungen verkehren die Straßenbahnen tagsüber alle sechs bis sieben Minuten, während der Hauptverkehrszeit alle drei bis fünf Minuten. Die Haltestelle trägt den Namen Ōtsuka-ekimae (大塚駅前, „vor dem Bahnhof Ōtsuka“).
Auf dem südlichen Bahnhofsvorplatz befinden sich Bushaltestellen, die von zwei Linien der Gesellschaft Toei Bus bedient werden. Etwa einen halben Kilometer südlich ist der U-Bahnhof Shin-ōtsuka an der Marunouchi-Linie von Tōkyō Metro zu finden.

## Anlage
Der Bahnhof steht an der Grenze zwischen den Stadtteilen Kitaōtsuka im Norden und Minamiōtsuka im Süden, die beide zum Bezirk Toshima gehören. Die von Westen nach Osten ausgerichtete Anlage befindet sich auf einem gemauerten Viadukt und umfasst vier Gleise, wobei die beiden nördlichen den hier haltenden Nahverkehrszügen der Yamanote-Linie dienen. Diese liegen an einem vollständig überdachten und mit Bahnsteigtüren ausgestatteten Mittelbahnsteig, während auf dem südlichen Gleispaar die Züge der Shōnan-Shinjuku-Linie ohne Halt durchfahren. In der Mitte des Bahnsteigs führen Treppen, Rolltreppen und ein Aufzug hinunter zur ebenerdigen Verteilerebene, die eine Verbindung zwischen zwei Empfangsgebäuden an der Nord- und Südseite herstellt. Das südliche ist in einen zwölfstöckigen Gebäudekomplex integriert; in den vier unteren Geschossen befindet sich das Einkaufszentrum Atré vie Ōtsuka mit mehreren Dutzend Geschäften. Die Straßenbahnhaltestelle Ōtsuka-ekimae („vor dem Bahnhof Ōtsuka“) ist östlich davon in einem kurzen Durchgang unter den Viadukt zu finden, wobei die Streckenführung in diesem Bereich vom Straßenverkehr getrennt ist.
Im Fiskaljahr 2019 nutzten durchschnittlich 58.882 Fahrgäste täglich den Bahnhof.

## Bilder

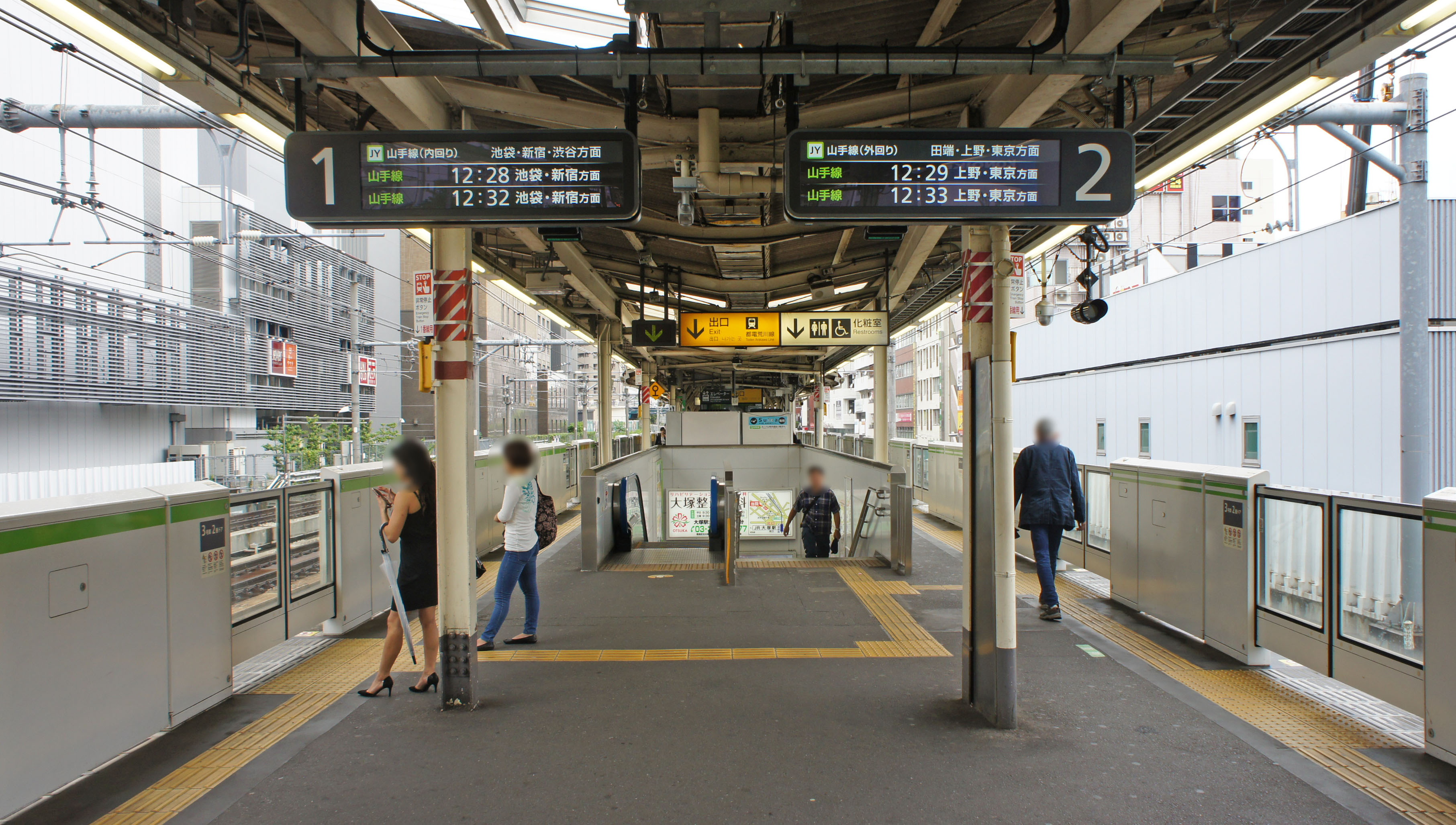
Bahnsteig der Yamanote-Linie
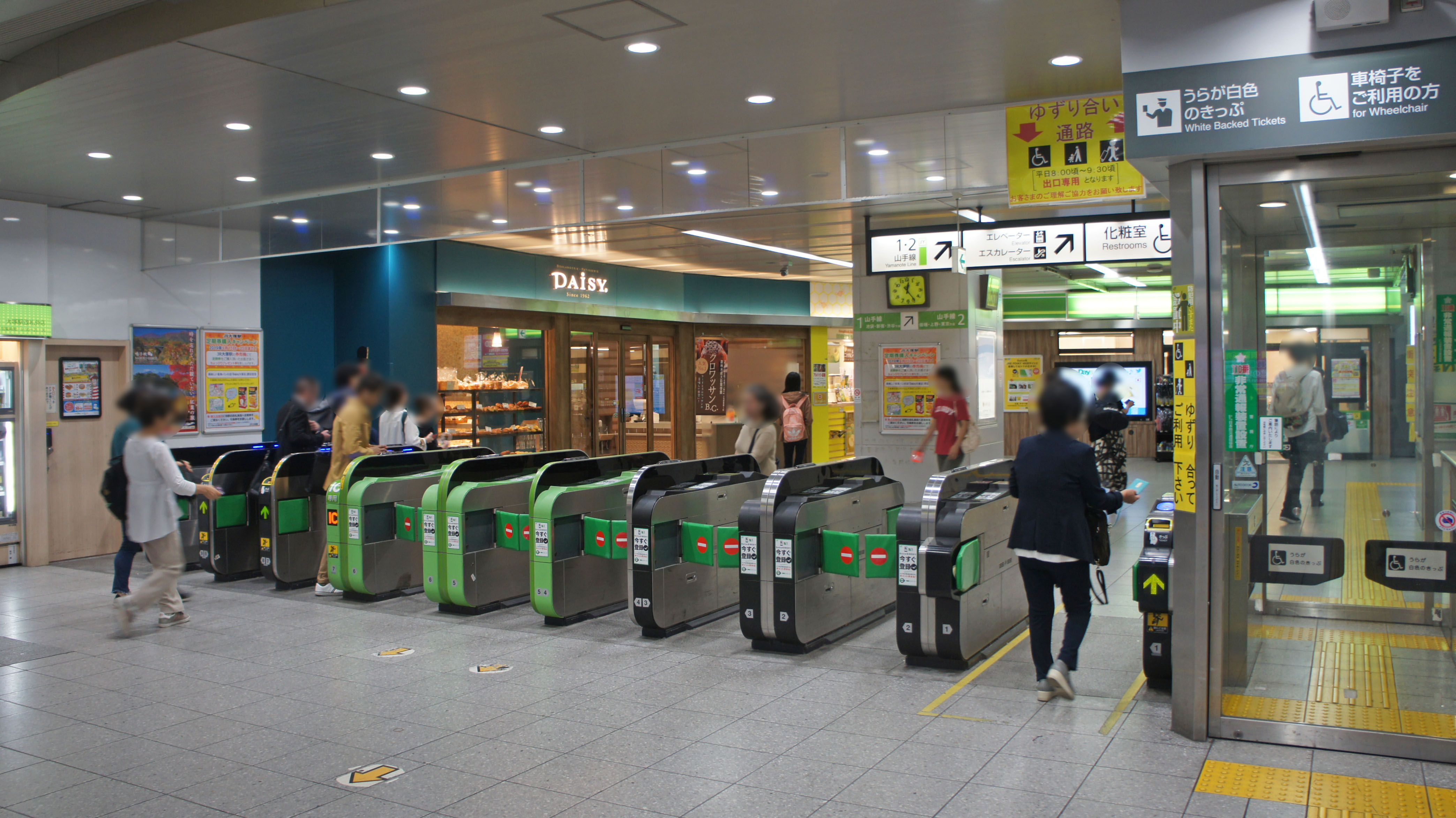
Bahnsteigsperren
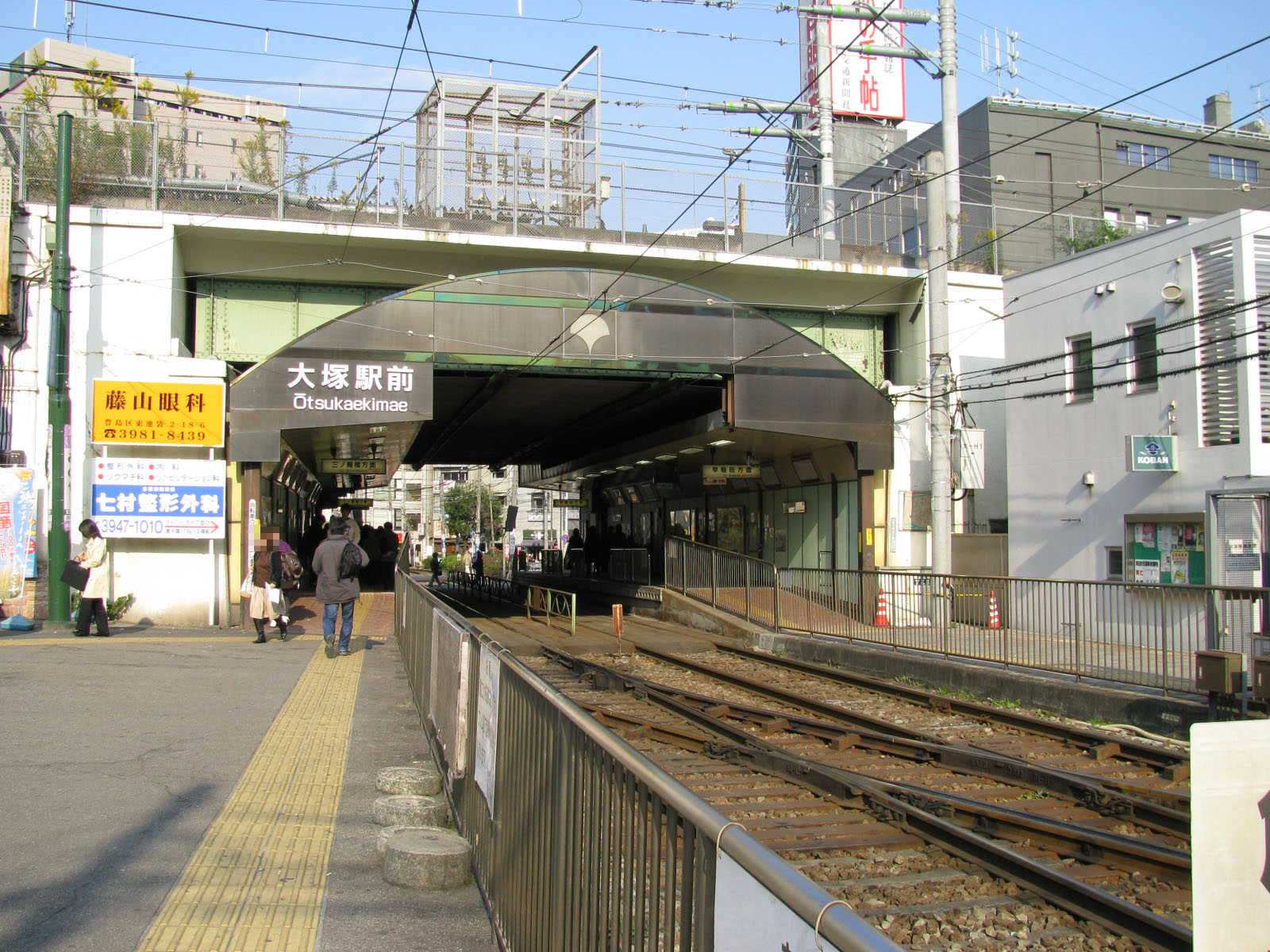
Straßenbahnhaltestelle
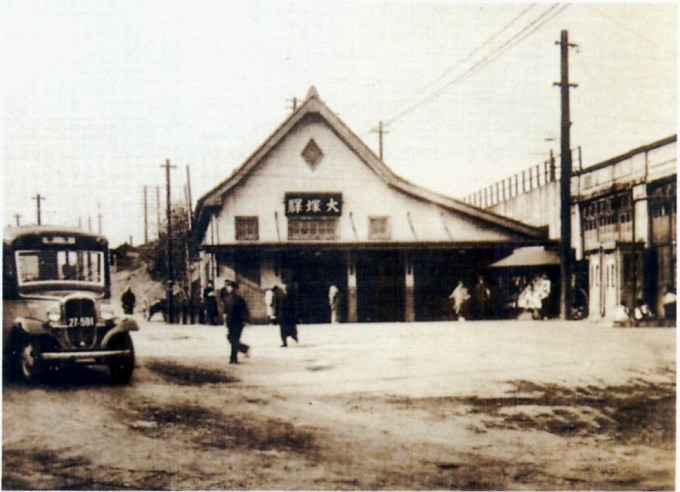
Der Bahnhof Ōtsuka in den 1930er Jahren

## Gleise
| 1 | ▉ Yamanote-Linie | Ikebukuro • Shinjuku • Shibuya    |
| 2 | ▉ Yamanote-Linie | Tabata • Ueno • Tokio • Shinagawa |

## Linien
| Verlauf der Yamanote-Linie |
| --- |
| Shinagawa • Ōsaki • Gotanda • Meguro • Ebisu • Shibuya • Harajuku • Yoyogi • Shinjuku • Shin-Ōkubo • Takadanobaba • Mejiro • Ikebukuro • Ōtsuka • Sugamo • Komagome • Tabata • Nishi-Nippori • Nippori • Uguisudani • Ueno • Okachimachi • Akihabara • Kanda • Tokyo • Yūrakuchō • Shimbashi • Hamamatsuchō • Tamachi • Takanawa Gateway • Shinagawa |

## Geschichte
Die Nippon Tetsudō, Japans erste private Eisenbahngesellschaft, eröffnete den Bahnhof am 1. April 1903, zusammen mit dem Abschnitt Ikebukuro–Tabata der ab 1909 so bezeichneten Yamanote-Linie. Von Anfang an diente der Bahnhof sowohl dem Personen- als auch dem Güterverkehr. Als Folge des Eisenbahnverstaatlichungsgesetzes ging er am 1. November 1906 an das Eisenbahnamt (das spätere Eisenbahnministerium) über. Am 20. August 1911 erhielt der Bahnhof einen Anschluss ans Streckennetz der Ōji Denki Kidō (Vorgänger der heutigen Toden-Arakawa-Linie) der Straßenbahnlinie nach Asukayama.
Aus Rationalisierungsgründen stellte die Japanische Staatsbahn am 1. Oktober 1974 den Güterumschlag ein. Im Rahmen der Staatsbahnprivatisierung ging der Bahnhof am 1. April 1987 in den Besitz der neuen Gesellschaft JR East über. Lange Zeit war es für Fußgänger nicht möglich, von der Nord- zur Südseite des Bahnhofs zu gelangen, ohne die Bahnsteigsperren zu passieren. Dies änderte sich am 17. Oktober 2009 mit der Inbetriebnahme einer frei begehbaren Passage. Im April 2013 wurden Bahnsteigtüren installiert und am 12. September desselben Jahres öffnete der Gebäudekomplex Atré vie Ōtsuka seine Tore.